# Château de Crathes
Le château de Crathes est un château du XVIe siècle situé près de la ville de Banchory dans l'Aberdeenshire, région du nord de l'Écosse. Il fut construit  par la famille Burnett et fut sa propriété pendant plus de 400 ans.
La légende raconte que la dame verte (the Green Lady ) hante le château. 

## Histoire
Le site du château de Crathes fut donné en présent à la famille Burnett par le roi Robert Ier d’Écosse en 1323.
La construction de la tour principale commença en 1553, mais fut retardé à cause des troubles politiques sous le règne de Marie Ire d'Écosse. En 1596 il fut complété par le châtelain de l'époque Alexandre Burnett, et une aile additionnelle fut rajouté au XVIIIe siècle
Le château et les jardins sont aujourd'hui propriétés du National Trust for Scotland, qui lui furent donnés en 1951 par James Burnett 13e baron de la famille. Le National Trust for Scotland ouvre donc le château et le domaine au public depuis cette date.
En 1966, un incendie ravagea certaines pièces du château comme l'aile de la reine Anne.

## Les intérieurs
Le château contient une importante collection de portraits, et de tableaux de la période jacobite.
Une salle du château (la salle de la Dame verte) est dite être hantée par un fantôme, des visiteurs disant avoir vu une fumée verte représentant une femme.

## Les jardins et le parc
Le domaine du château de Crathes est un ensemble vaste de plus de 2,1 km² de bois et de champs, incluant 16 000 m² de jardins. Les jardins sont traversés par des chemins pour les visiteurs, et la plupart des plantes sont accompagnées de leur description taxonomique. De nombreuses haies d'ifs sculptées ornent également les jardins.

## Galerie

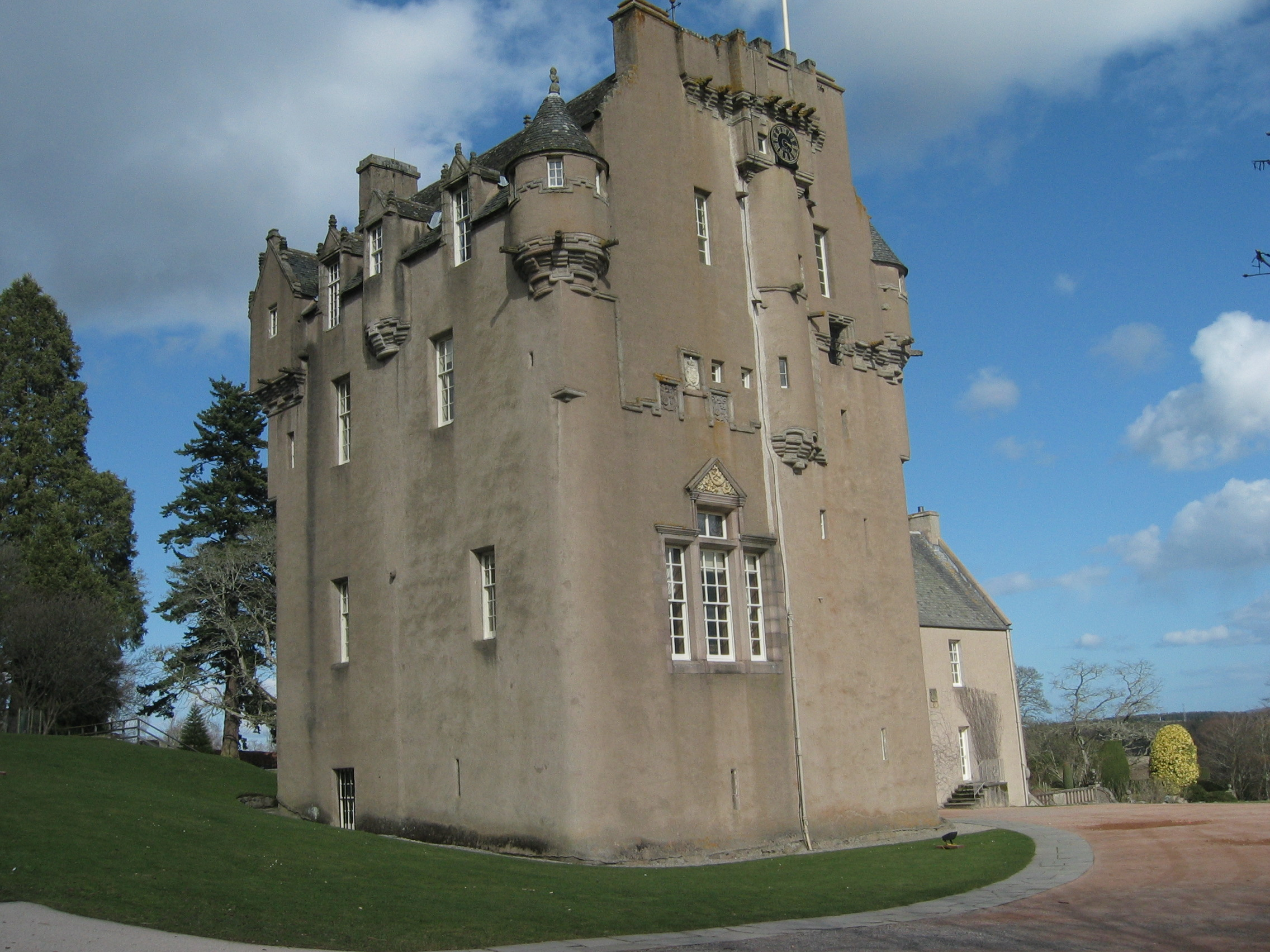
La façade du château.
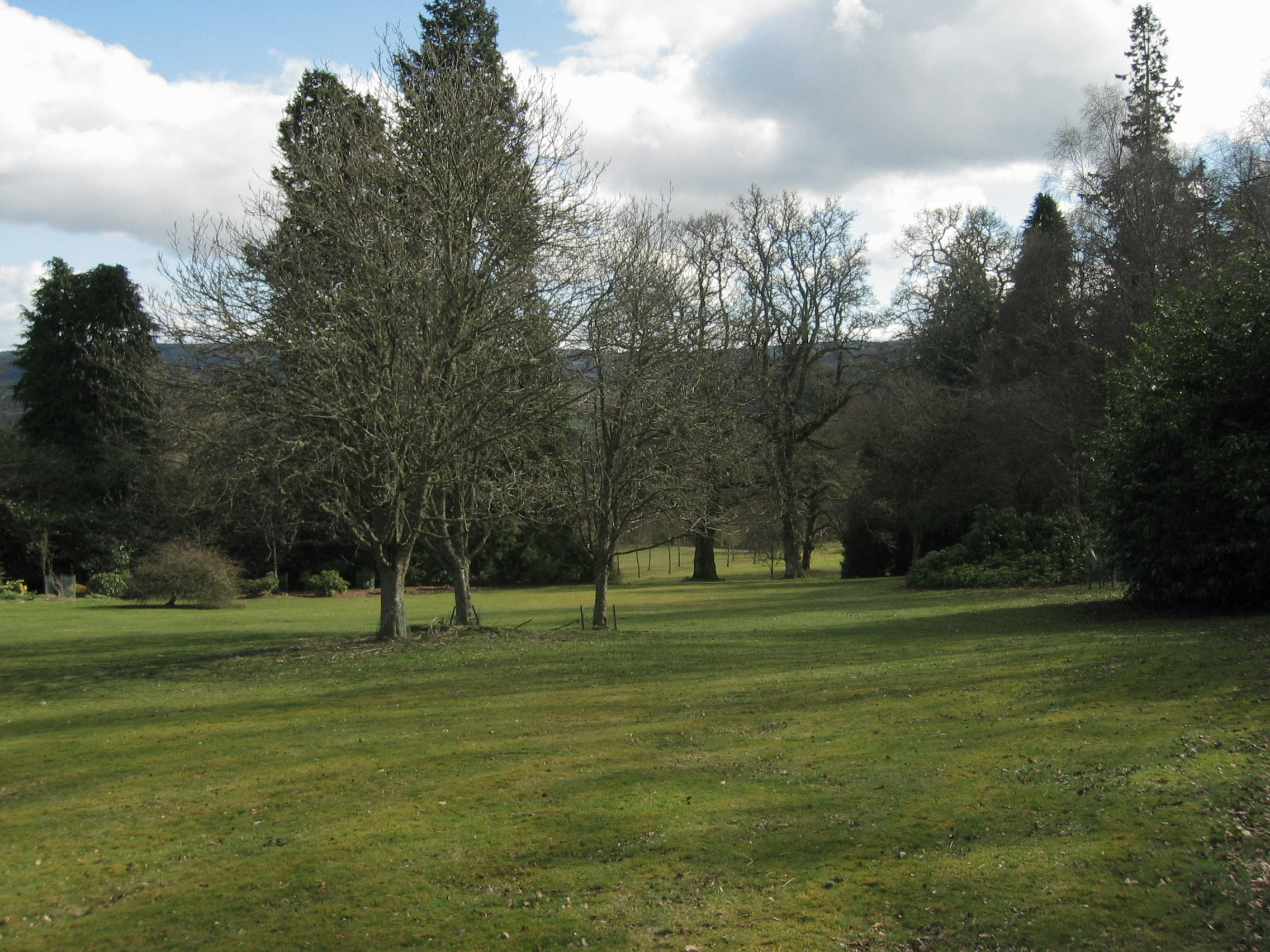
Le parc du château.
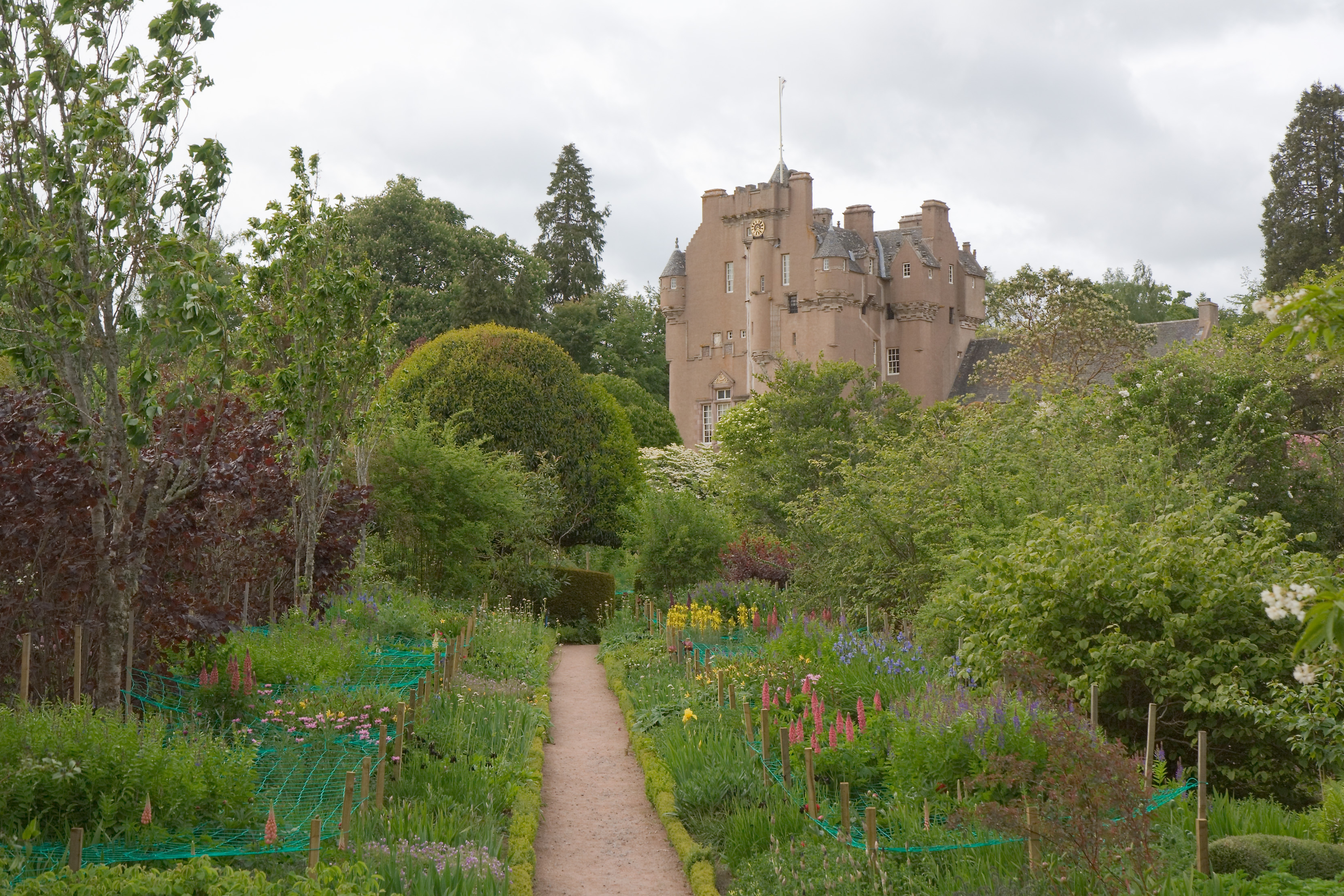
Le château avec les jardins au premier plan.